# Enicospilus straatmani
Enicospilus straatmani är en stekelart som beskrevs av Ian D. Gauld och Mitchell 1981. Enicospilus straatmani ingår i släktet Enicospilus och familjen brokparasitsteklar. Inga underarter finns listade i Catalogue of Life.